# Youngia
Youngia es un género asiático de plantas de flores perteneciente a la familia Asteraceae. Hay varias especies en el género, incluyendo Youngia nilgiriensis que se encuentra en peligro de extinción y Youngia japonica, que se encuentra en Japón. 
Youngia fue descrita en 1831 por H. Cassini, y el género fue unido más tarde con  Crepis. Estudios genéticos y taxonómicos efectuados por E. B. Babcock y G. Ledyard Stebbins permitieron su reclasificación en 1930.

## Especies
- Youngia depressa
- Youngia japonica
- Youngia nilgiriensis